# Giuseppe Migliari
Giuseppe Migliari (Ferrara, 3 agosto 1937) è un pugile italiano, ex azzurro e sfidante al titolo italiano dei pesi massimi.

## Biografia

### Carriera nelle categorie minori e da dilettante
Nasce a Ferrara e inizia giovanissimo a praticare il pugilato. Noto sin da piccolo con il soprannome di Gigi, Migliari è alto e robusto; entra nella palestra estense della Sempre Avanti Vigor diretta dal maestro Imo Durelli. Seguito con attenzione dal campione ferrarese dei Pesi massimi Uber Bacilieri, passa alla palestra rodigina del maestro Ferdinando "Nando" Strozzi per poi ritornare a Ferrara ad allenarsi, sempre sotto la guida di Strozzi, nella neonata Palestra Padana. 
Esordisce in maglietta come Peso medio nel 1955 e presto si segnala, tra i dilettanti, anche a livello nazionale.. Combatte poi stabilmente tra i mediomassimi e indossa più volte la maglia azzurra. Nel 1957 batte il pari categoria Benito Michelon. Ai campionati italiani del 1958 conquista la medaglia di bronzo, sconfitto in semifinale da Giulio Saraudi. Lo stesso anno è scelto a rappresentare l'Italia contro la Romania e, nella sua Ferrara, batte  il Vice Campione d'Europa Gheorghe Negrea. Batte anche, a Sofia, il bulgaro Stankov.
Prende parte alle qualificazioni allestite dal selezionatore azzurro  Natalino Rea per rappresentare l'Italia alle Olimpiadi di Roma del 1960 ma è chiuso dal tre volte Campione italiano e Campione mondiale militare Giulio Saraudi, che poi conquisterà la Medaglia di bronzo nella categoria in cui trionferà il diciottenne Cassius Clay.

### Carriera da professionista
Passa al professionismo, con Strozzi sempre all'angolo anche in veste di procuratore, esordendo a torzo nudo il 5 dicembre 1960 nel Palazzo delle Palestre di Ferrara e battendo ai punti il francese Francois Dellanoy. Consegue 13 vittorie e 1 pareggio nei primi 14 incontri battendo Plinio Scarabellin - già avversario dell'ex campione dei Pesi massimi Francesco Cavicchi - e il campione spagnolo dei massimi José González.
Boxa ormai regolarmente nella categoria che a quell'epoca fissava il proprio limite al di sopra delle 175 libbre e in modo forse un po' avventato viene contrapposto, il 23 maggio 1963, all'americano Wayne Bethea - già avversario sconfitto di Sonny Liston e Zora Folley ma vittorioso contro Ernie Terrell ed Ezzard Charles nonché reduce dai pareggi contro Giulio Rinaldi e il bresciano Santo Amonti - nel sottoclou della riunione incentrata proprio su Rinaldi che batte il tedesco Erich Schöppner per il titolo europeo dei mediomassimo, tenuatasi allo Stadio Flaminio di Roma. Sconfitto ai punti da Robot Bethea - pugile dal passato glorioso e che aveva proprio recentemente battuto l'ex campione olimpico Francesco De Piccoli ma ormai ritenuto sul viale del tramonto - il ferrarese conosce un periodo di appannamento: non gli è riuscito il grande salto internazionale ed è troppo prestigioso per essere affrontato senza rischi da quotati pugili nazionali. Torna sul ring 9 mesi dopo di nuovo a Roma e consegue 3 vittorie consecutive. Nuovo stop il 12 settembre 1964 sempre a Roma contro il navigato statunitense di colore Freddie Mack che gli impone una sconfitta per KOT.

### La sfida per il titolo e il tramonto
Ancora 3 vittorie - una delle quali contro un futuro avversario di Joe Frazier, Don Smith - e finalmente l'11 giugno 1965 ha l'occasione di battersi per il titolo italiano dei massimi contro il detentore Amonti. Circa 10 anni dopo l'ultima conquista della cintura italiana dei massimi da parte di Bacilieri, un altro ferrarese tenta l'impresa. Sul ring di Roma però, Migliari perde per KOT al decimo round.
Sale nuovamente tra le 12 corde in Inghilterra a Wolverhampton contro l'ex campione inglese dei mediomassimi e dei massimi, nonché futuro campione europeo dei massimi, Jack Bodell il 22 marzo 1966 ma viene sconfitto ai punti. Ha un'ultima chance il 24 luglio 1966 contro il bolognese e futuro campione d'Italia Dante Cané a Torino, ma nello scontro campanilistico Migliari ha la peggio, subendo un nuovo KOT alla sesta ripresa proprio nella riunione in cui un ferrarese d'adozione, l'argentino Juan Carlos Duran, si laurea campione italiano dei medi.
Questo è il suo ultimo combattimento, a 29 anni Migliari si ritira dal quadrato.